# 야마야 카스미
야마야 카스미(일본어: 山谷 花純 야마야 가스미[*], 1996년 12월 26일 ~ )는 일본의 배우 겸 모델.

## 출연작

### TV 드라마
- 2015년 ~ 2016년 수리검전대 닌닌저 - 모모치 카스미 / 모모 닌자 역

### 영화
- 2021년 너도 평범하지 않아 - 키미시마 아야카 역

## 영화
- 열차전대 토큐저 VS 쿄류저 THE MOVIE - 모모치 카스미 / 모모 닌자 역
- 수리검전대 닌닌저 VS 토큐저 THE MOVIE 닌자 인 원더랜드 - 모모치 카스미 / 모모 닌자 역
- 동물전대 쥬오우저 VS 닌진저 미래에서의 메시지 from 슈퍼전대 - 모모치 카스미 / 모모 닌자 역
- 돌아온 수리검전대 닌진저 닌닌걸즈 VS 보이즈 FINAL WARS - 모모치 카스미 / 모모 닌자 역